# Třída Jamagumo
Třída Jamagumo byla třída protiponorkových torpédoborců Japonských námořních sil sebeobrany. Skládala se ze šesti jednotek postavených ve dvou skupinách v letech 1964–1978. Jejich domácí klasifikace byla Goeikan, tedy doprovodné plavidlo. Dosloužily v roli cvičných a pomocných lodí. Poslední byl vyřazen roku 2005.

## Stavba
Nejprve byla v letech 1964–1967 postavena tříčlenná skupina tvořená torpédoborci Jamagumo, Makigumo a Asagumo. První postavila loděnice Mitsui Engineering & Shipbuilding v Tamano, druhý loděnice Uraga Heavy Industries v Uraga a třetí loděnice Maizuru Heavy Industries v Maizuru. Třída byla velmi úspěšná, a proto byla později přiobjednána ještě trojice mírně vylepšených torpédoborců, které všechny postavila loděnice Sumitomo Heavy Industries v Uraga (ex Uraga Heavy Industries).
Jednotky třídy Jamagumo:
| Jméno             | Založení kýlu    | Spuštěna           | Vstup do služby    | Status                                                            |
| ----------------- | ---------------- | ------------------ | ------------------ | ----------------------------------------------------------------- |
| Jamagumo (DD-113) | 23. března 1964  | 27. února 1965     | 29. ledna 1966     | od 20. června 1991 cvičná loď (TV-3506), vyřazen 1. srpna 1995    |
| Makigumo (DD-114) | 10. června 1964  | 26. července 1965  | 19. března 1966    | od 20. června 1991 cvičná loď (TV-3507), vyřazen 1. srpna 1995    |
| Asagumo (DD-115)  | 24. června 1965  | 25. listopadu 1966 | 29. srpna 1967     | od 18. října 1993 pomocná loď (ASU-7018), vyřazen 24. března 1998 |
| Aokumo (DD-116)   | 2. října 1970    | 30. března 1972    | 25. listopadu 1972 | od 18. března 1999 cvičná loď (TV-3512), vyřazen 13. června 2003  |
| Akigumo (DD-117)  | 7. července 1972 | 23. října 1973     | 24. července 1974  | od 13. června 2000 cvičná loď (TV-3514), vyřazen 16. února 2005   |
| Júgumo (DD-118)   | 4. února 1976    | 31. května 1977    | 24. března 1978    | vyřazen 17. června 2005                                           |

## Konstrukce

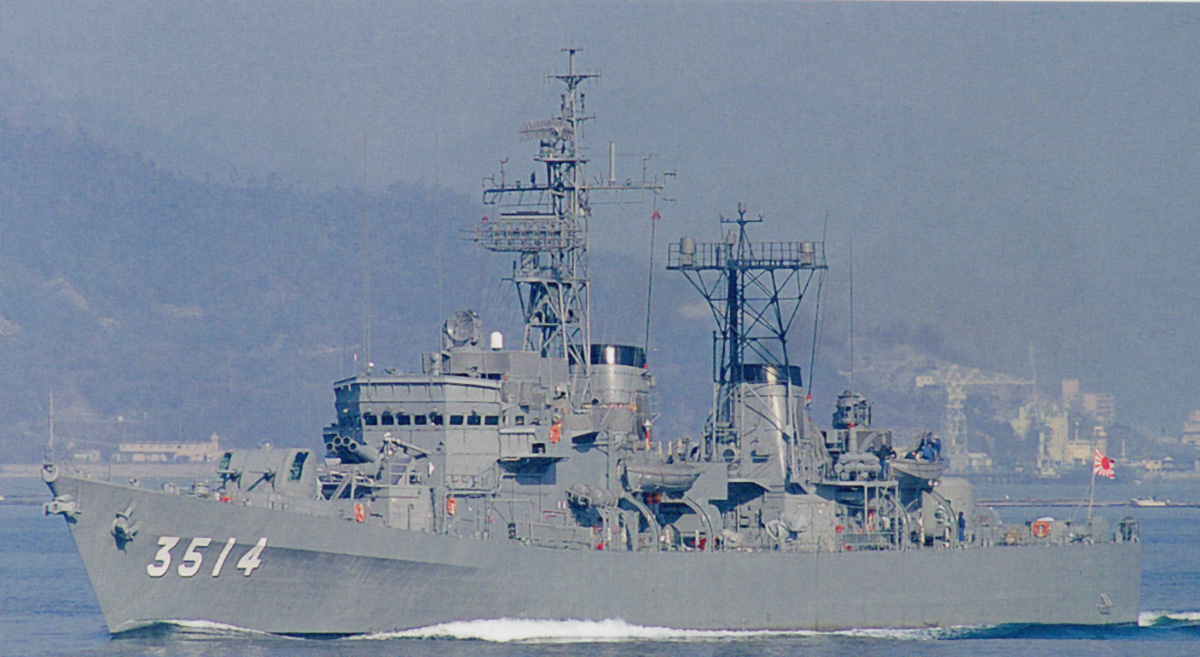
Akigumo (TV-3514) už jako cvičná loď

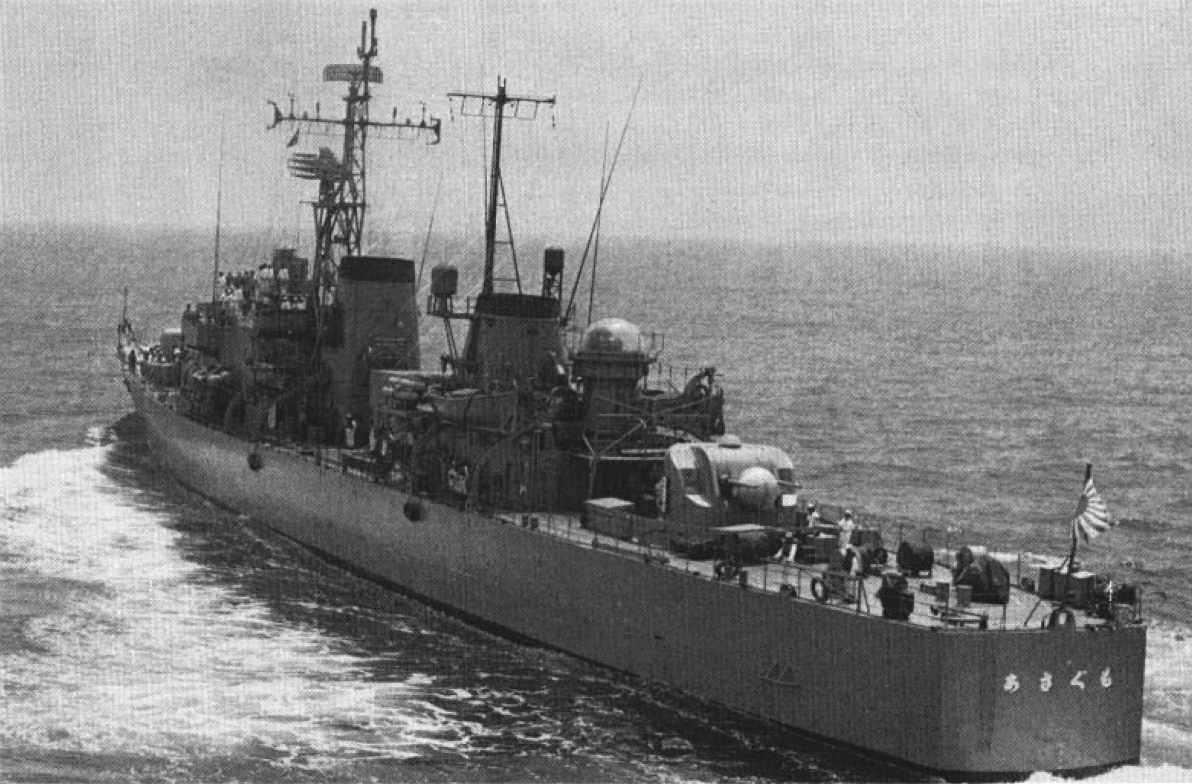
Asagumo (DD-115)

Torpédoborce byly vyzbrojeny čtyřmi 76,2mm kanóny ve dvoudělových věžích, jedním čtyřhlavňovým 375mm protiponorkovým raketometem Bofors, jedním osminásobným vrhačem raketových torpéd ASROC a dvěma trojhlavňovými 324mm torpédomety. Detekci ponorek zajišťoval trupový sonar SQS-23 (u druhé trojice novější OQS-3), přičemž během služby plavidla získala také sonar s měnitelnou hloubkou ponoru SQS-35J. Pohonný systém tvořilo šest dieselů o výkonu 26 500 bhp, pohánějících dva lodní šrouby. Nejvyšší rychlost dosahovala 27 uzlů. Dosah byl 7000 námořních mil při rychlosti 20 uzlů.